# Hipólito Yrigoyen (ort i San Luis)
Hipólito Yrigoyen är en ort i Argentina.   Den ligger i provinsen San Luis, i den centrala delen av landet, 800 km väster om huvudstaden Buenos Aires. Hipólito Yrigoyen ligger 822 meter över havet och antalet invånare är 739.
Terrängen runt Hipólito Yrigoyen är varierad, och sluttar västerut. Trakten runt Hipólito Yrigoyen är nära nog obefolkad, med mindre än två invånare per kvadratkilometer.. Hipólito Yrigoyen är det största samhället i trakten.
Omgivningarna runt Hipólito Yrigoyen är i huvudsak ett öppet busklandskap.